# NGC 1300
NGC 1300 е пресечена спирална галактика, разположена на около 61 милиона св.г. по посока на съзвездието Еридан. Галактиката е с размери около 110 000 светлинни години, което я прави малко по-голяма от Млечния път.